# Promesses (film, 1935)
Pour les articles homonymes, voir Promesses (homonymie).
Pour plus de détails, voir Fiche technique et Distribution.
Promesses est un film français réalisé en 1935 par René Delacroix, sorti en 1939.

## Fiche technique
- Titre : Promesses
- Autre titre : Cheftaine
- Réalisation : René Delacroix
- Scénario : René Delacroix, d'après le roman Une idylle dans la zone rouge de Pierre Gourdon[1]
- Photographie : Émile Sallé
- Décors : Louis Le Barbenchon
- Son : Jean Dubuis
- Musique : Vladimir Dyck
- Pays d'origine :  France
- Production : Fiat Film
- Genre : Mélodrame religieux
- Durée : 77 minutes
- Date de sortie : France, 26 avril 1939

## Distribution
- Monique Rolland
- Pierre Mingand
- Madeleine Robinson
- Lucien Galas
- Catherine Fonteney
- Georges Saillard
- Raymond Rognoni
- Odette Talazac